# 95593 Azusienis
95593 Azusienis è un asteroide della fascia principale. Scoperto nel 2002, presenta un'orbita caratterizzata da un semiasse maggiore pari a 3,0488246 UA e da un'eccentricità di 0,1046136, inclinata di 16,16869° rispetto all'eclittica.
L'asteroide è dedicato all'astronomo lituano Algimantas Azusienis.